# Dornier Do 16

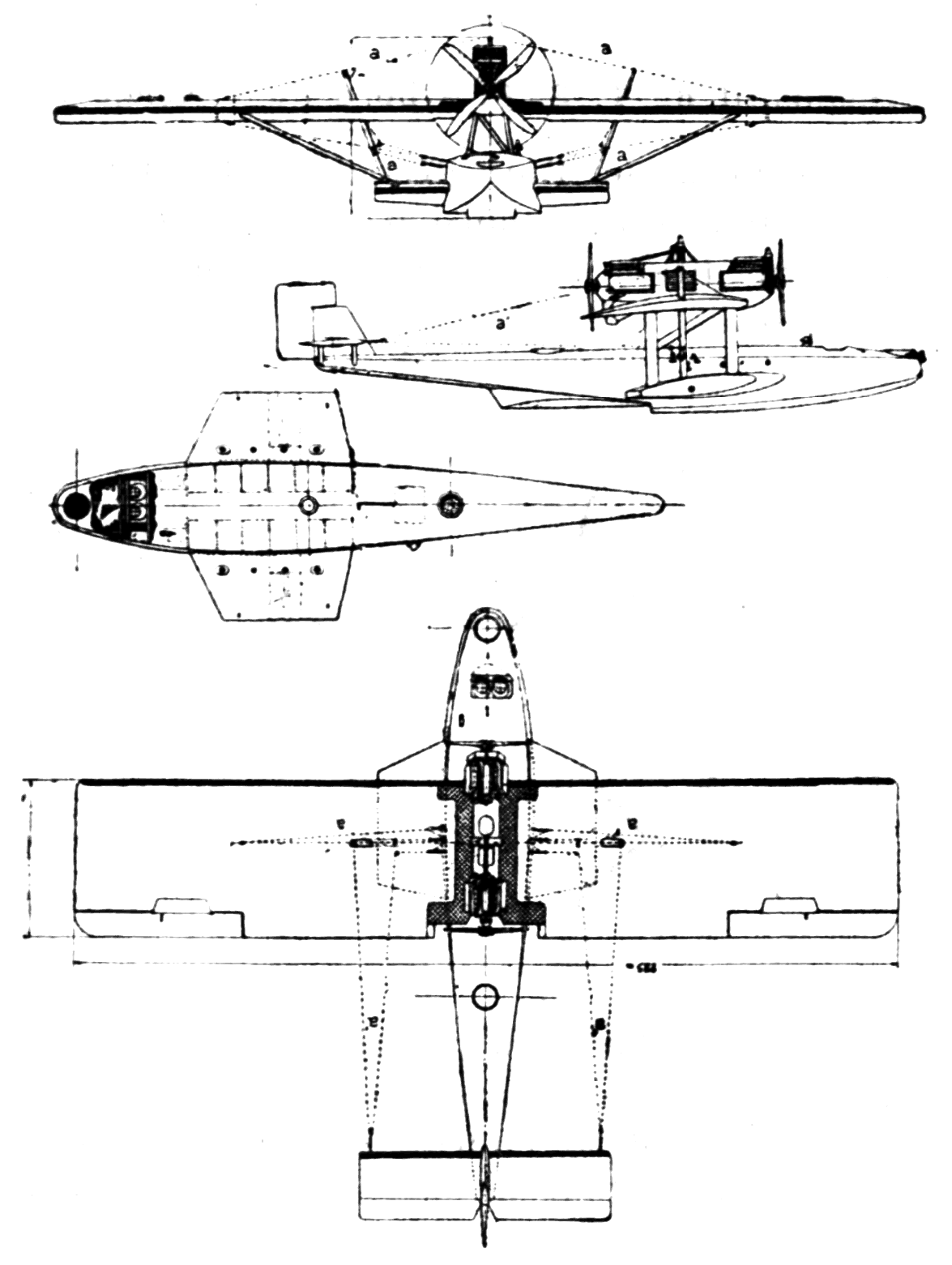
Проекции Dornier Wal

Дорнье Do 16 «Валь» (нем. Dornier Do 16 Wal) — двухмоторная немецкая летающая лодка. До 1933 года самолёт Dornier Do 16 назывался Dornier Do J. Do 16 выпускался с 1933 года на заводе Dornier Flugzeugwerke в Манцеле.

## Модификации
- Do J Bos — вариант для СССР, имел 12-цилиндровые двигатели жидкостного охлаждения BMW VI (600 л. с). Стрелковое вооружение — четыре 7,62-мм пулемета. Экипаж — 4 человека.
- Do J — вариант для Испании. Стрелковое вооружение — два 7,7-мм пулемета «Виккерс». Экипаж — 4 человека.
- Do J — вариант для Нидерландов.
- Do J — вариант для Югославии. Стрелковое вооружение — два 7,7-мм пулемета «Дарн».

## Служба и боевое применение

### СССР
В 1926 — 1929 годах для ВВС РККА было закуплено 22 «Валя» итальянской постройки для применения в качестве дальнего морского разведчика, взамен безнадёжно устаревшей материальной части флотской авиации. Советские специалисты отмечали хорошие лётные характеристики самолёта и высокое качество исполнения (выше, чем самолётов «Юнкерс»). Проблемы были только с винтомоторной группой: первые экземпляры были заказаны с двигателями Lorraine-Dietrich по 450 л. с. Они были самыми дешёвыми из предлагавшихся, но оказались при этом самыми капризными и ненадёжными. В итоге долгих испытаний и исследований (в них принимал участие, в частности, Р. Л. Бартини) для основной партии были выбраны двигатели BMW VI по 600 л. с., которые предполагалось производить в СССР по лицензии.
В СCСР большинство Do 16 попало на Черноморский флот, остальные служили на Балтийском, Тихоокеанском флотах. В морской авиации Do 16 эксплуатировались до 1937 года. Do 16 также летали в полярной авиации. Do 16 участвовали в боевых действиях на ранней стадии Великой Отечественной войны.

### Испания
Do 16 участвовали в гражданской войне в Испании. Привлекались к патрулированию побережья, а также ночным бомбардировкам. С октября 1936 года Do 16 участвовали в блокаде республиканских портов, действуя преимущественно как разведчики. Впоследствии Do 16 базировались в Алькудии и на острове Майорка. В 1940 году все Do 16 (14 самолетов) сосредоточили в 54-й эскадрилье на Канарских островах. Последний Do 16 в Испании списали в сентябре 1950 года.

### Югославия
Весной 1941 года Королевские военно-морские силы Югославии имели 9 Do 16. Помимо разведывательных полетов, Do 16 также привлекались для постановки мин. В первые дни войны Do 16 потерь не понесли. 9 апреля 1941 года базу 26-й эскадрильи штурмовали итальянские самолёты, уничтожившие два Do 16. 15 апреля 1941 года во время эвакуации югославской морской авиации в Грецию и Египет, все Do 16 были брошены как не представляющие боевой ценности. Их захватили итальянцы, но позже пустили на лом.

### Нидерланды
В Нидерландах Do 16 служили в авиации Ост-Индии. В 1940 году в строю находилось Do 16, но к началу войны на Тихом океане все Do 16 с двигателями LD 12Еb были списаны. Продолжали эксплуатироваться лишь пять Do 16, базировавшиеся в Морокрембангане и использовавшиеся как транспортные и учебные. Четыре Do 16 были в начале февраля 1942 года сбиты японскими истребителями, ещё три уничтожены на воде. Последний Do 16 разбился 3 марта 1942 года при попытке эвакуации в Австралию.

### Германия
В конце 1933 года Do 16 поступили в испытательный центр в Травемюнде. К концу 1934 года Do 16 стали на вооружение в люфтваффе. В 1938 Do 16 были заменены на Dornier Do 18.

### Норвегия

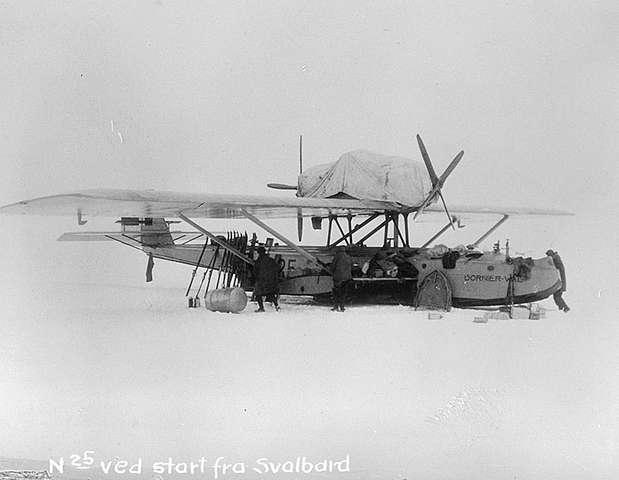
Do J N25 Амундсена готовится к вылету со Шпицбергена в мае 1925 г.

Два Do J были закуплены в 1925 году в Италии для воздушной экспедиции Руаля Амундсена к Северному полюсу. Самолёты получили регистрационные номера N24 и N25. Экспедиция закончилась неудачей: самолёты совершили вынужденную посадку под 88° северной широты, N24 получил повреждения и был брошен, а на N25 все участники смогли через несколько недель вернуться на Шпицберген. В 1927 г. N25  был продан в Великобританию, и в 1928 г. Картни пытался на нём перелететь Атлантический океан (тоже неудачно); затем самолёт попал в Германию, был модернизирован, использовался в качестве учебного, а в 1930 г. Вольфганг фон Гронау совершил на нём перелет из Зильта (Шлезвиг-Гольштейн) через Исландию и Гренландию в Нью-Йорк.

### Другие эксплуатанты
Do 16 эксплуатировались военной авиацией Аргентины, Чили, Колумбии, Японии (в опытном порядке). В этих странах они были сняты с вооружения до Второй мировой войны.